# Christin Melcher

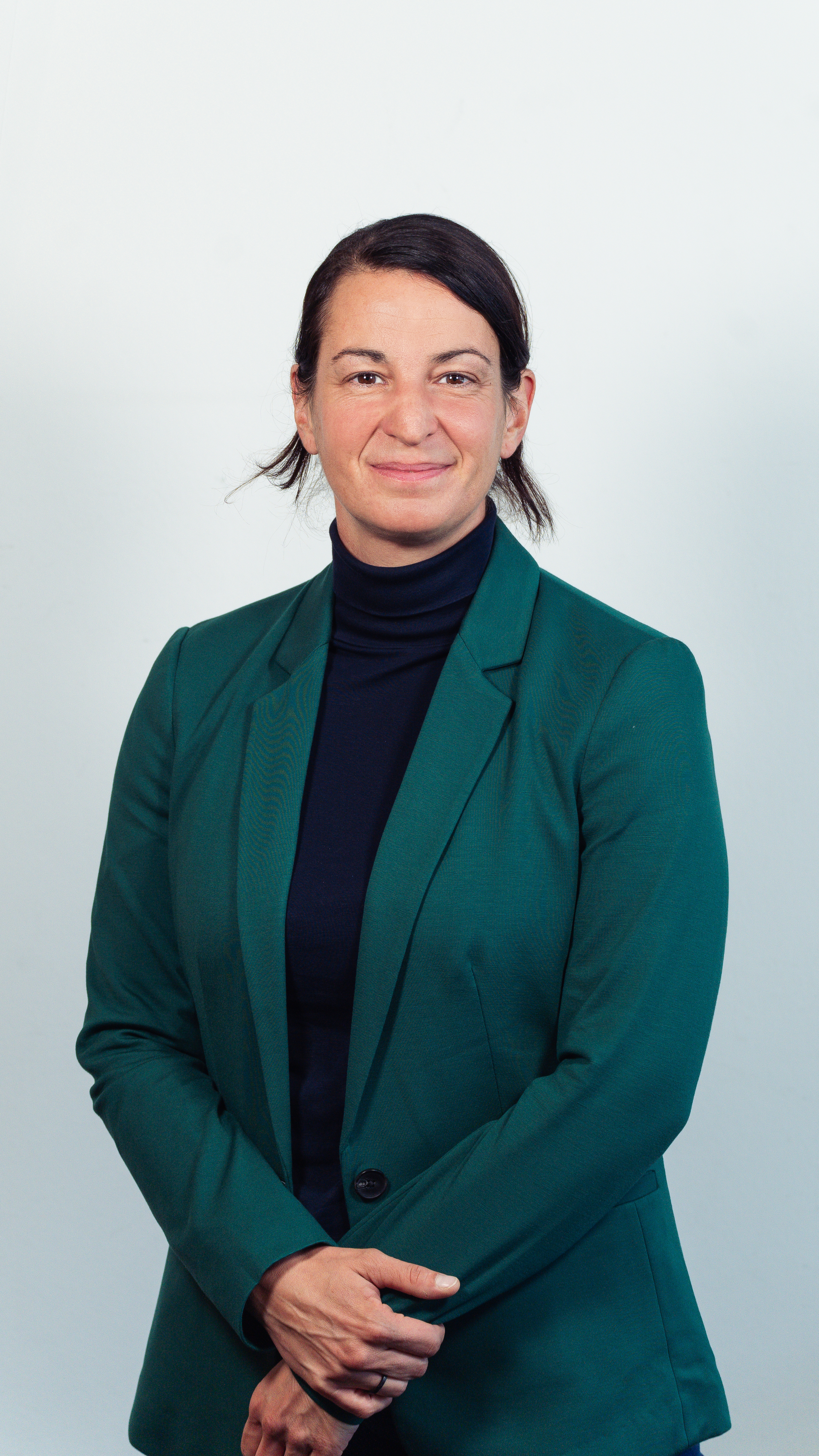
Christin Melcher (2024)

Christin Melcher (* 26. April 1983 in Wolgast) ist eine deutsche Politikerin (Bündnis 90/Die Grünen). Sie war von 2016 bis 2020 Landesvorstandssprecherin des sächsischen Landesverbands ihrer Partei und ist seit 2019 Abgeordnete im Sächsischen Landtag.

## Leben und beruflicher Werdegang
Christin Melcher wuchs auf der Insel Usedom auf und bestand ihr Abitur auf dem Maxim-Gorki-Gymnasium in Heringsdorf.
Anschließend studierte sie an der Universität Greifswald Philosophie, Neue deutsche Literatur und Kunstgeschichte, bevor sie 2003 an die Universität Leipzig wechselte und dort das Studium der Philosophie, Logik und Wissenschaftstheorie aufnahm, welches sie mit dem Magister abschloss.
Nach dem Studium war sie in der politischen Bildungsarbeit aktiv. Sie verfasste für den DAKS e.V., einer politisch unabhängigen, jedoch der Partei Bündnis 90/Die Grünen in Sachsen nahestehenden kommunalpolitischen Bildungsvereinigung, die Veröffentlichungen „Kommunale Bildungslandschaften“, „Kommunen als Hochschulstandorte“, „Kita-Finanzierung in Sachsen“ und „Wachsende Städte und Mittelzentren“.
Melcher lebt in Leipzig, ist verheiratet und hat ein Kind.

## Ehrenamtliches Engagement
Seit 2004 engagierte sie sich in der studentischen und akademischen Selbstverwaltung, zunächst als Mitglied des Fachschaftsrates und des Institutsrates, als Entsandte in die Konferenz Sächsischer Studierendenschaften, später als Referentin für Ökologie und Verkehr und als Sprecherin des Studierendenrates. Als Mitgründerin des Vereins UniSolar realisierte sie die erste studentisch finanzierte Photovoltaikanlage auf einem Universitätsgebäude. In Leipzig ist sie des Weiteren aktiv in der Kultur und Stadtteilentwicklung beim Pöge-Haus e.V., sowie als Initiatorin und Organisatorin des Brückenfestes.
Im Kreisverband Leipzig von Bündnis 90/Die Grünen war Melcher zunächst von 2012 bis 2014 Beisitzerin im Vorstand und 2015 bis 2016 Kreisverbandssprecherin. Außerdem wurde sie 2014 Mitglied des Landesparteirats von Bündnis 90/Die Grünen in Sachsen.
Beim Landesparteitag am 26. November 2016 wählten die Delegierten Melcher mit 89,4 Prozent der Stimmen zur neuen Landesvorstandssprecherin. Sie wurde am 24. März 2018 durch die Landesversammlung ihrer Partei mit 72,48 Prozent in diesem Amt bestätigt.

## Berufspolitik
Melcher kandidierte bei der Landtagswahl in Sachsen 2019 auf dem siebten Listenplatz der Grünen und setzte sich im Wahlkreis Leipzig 5 als Wahlkreisabgeordnete mit 29 Prozent der Direktstimmen durch. Im Landtag ist Melcher Mitglied im Ausschuss für Schule und Bildung, im Petitionsausschuss sowie im 1. Untersuchungsausschuss („Verstrickungen der Staatsregierung in die 'qualifiziert rechtswidrige' Kürzung der AfD-Landesliste“). Sie fungiert darüber hinaus als stellvertretende Vorsitzende der Landtagsfraktion von Bündnis 90/Die Grünen.
Bei der Landtagswahl in Sachsen 2024 zog Melcher über Listenplatz 6 als eine von sieben Abgeordneten für Bündnis 90/Die Grünen in den 8. Sächsischen Landtag ein.
Im Juni 2021 wurde bekannt, dass der sächsische Verfassungsschutz illegal Daten über Melcher sammelte.